# Lidziya Marozava
Lidziya Marozava, née le 8 octobre 1992 à Minsk, est une joueuse de tennis biélorusse, professionnelle depuis 2008.

## Carrière
Évoluant principalement sur le circuit ITF, elle y a remporté 1 titre en simple et 21 en double.
En 2017, elle remporte son premier titre en double sur le circuit WTA à Luxembourg, associée à Lesley Kerkhove.

## Palmarès

### Titres en double dames
| No | Date       | Nom et lieu du tournoi                          | Catégorie | Dotation  | Surface      | Partenaire             | Finalistes                          | Score             |          |
| -- | ---------- | ----------------------------------------------- | --------- | --------- | ------------ | ---------------------- | ----------------------------------- | ----------------- | -------- |
| 1  | 16-10-2017 | BGL BNP Paribas Open Luxembourg                 | Intern'l  | 250 000 $ | Dur (int.)   | Lesley Kerkhove        | Eugenie Bouchard Kirsten Flipkens   | 64-7, 6-4, [10-6] | Parcours |
| 2  | 19-07-2021 | BNP Paribas Poland Open Gdynia                  | WTA 250   | 235 238 $ | Terre (ext.) | Anna Danilina          | Kateryna Bondarenko Katarzyna Piter | 6-3, 6-2          | Parcours |
| 3  | 21-02-2022 | Abierto Akron Zapopan Zapopan                   | WTA 250   | 239 477 $ | Dur (ext.)   | Kaitlyn Christian      | Wang Xinyu Zhu Lin                  | 7-5, 6-3          | Parcours |
| 4  | 25-06-2023 | Bad Homburg Open by Engel & Völkers Bad Homburg | WTA 250   | 259 303 $ | Gazon (ext.) | Ingrid Gamarra Martins | Eri Hozumi Monica Niculescu         | 6-0, 7-63         | Parcours |

### Finales en double dames
| No | Date       | Nom et lieu du tournoi                         | Catégorie    | Dotation    | Surface      | Vainqueures                       | Partenaire             | Score            |          |
| -- | ---------- | ---------------------------------------------- | ------------ | ----------- | ------------ | --------------------------------- | ---------------------- | ---------------- | -------- |
| 1  | 18-07-2016 | Ericsson Open Båstad                           | Intern'l     | 250 000 $   | Terre (ext.) | Andreea Mitu Alicja Rosolska      | Lesley Kerkhove        | 6-3, 7-5         | Parcours |
| 2  | 30-04-2018 | J&T Banka Prague Open Prague                   | Intern'l     | 250 000 $   | Terre (ext.) | Nicole Melichar Květa Peschke     | Mihaela Buzărnescu     | 6-4, 6-2         | Parcours |
| 3  | 08-10-2018 | Prudential Hong Kong Tennis Open Hong Kong     | Intern'l     | 226 750 $   | Dur (ext.)   | Samantha Stosur Zhang Shuai       | Shuko Aoyama           | 6-4, 6-4         | Parcours |
| 4  | 30-10-2018 | Hengqin Life WTA Elite Trophy Zhuhai           | Elite Trophy | 2 280 935 $ | Dur (int.)   | Lyudmyla Kichenok Nadiia Kichenok | Shuko Aoyama           | 6-4, 3-6, [10-7] | Parcours |
| 5  | 21-05-2023 | Grand Prix SAR La Princesse Lalla Meryem Rabat | WTA 250      | 259 303 $   | Terre (ext.) | Sabrina Santamaria Yana Sizikova  | Ingrid Gamarra Martins | 3-6, 6-1, [10-8] | Parcours |

### Titres en double en WTA 125
| No | Date       | Nom et lieu du tournoi | Catégorie | Dotation    | Surface      | Partenaire      | Finalistes                             | Score    |          |
| -- | ---------- | ---------------------- | --------- | ----------- | ------------ | --------------- | -------------------------------------- | -------- | -------- |
| 1  | 29-08-2020 | Prague Open Prague     | WTA 125   | 3 125 000 $ | Terre (ext.) | Andreea Mitu    | Giulia Gatto-Monticone Nadia Podoroska | 6-4, 6-4 | Parcours |
| 2  | 26-07-2021 | Belgrade Open Belgrade | WTA 125   | 115 000 $   | Terre (ext.) | Olga Govortsova | Alena Fomina Ekaterina Yashina         | 6-2, 6-2 | Parcours |

## Parcours en Grand Chelem

### En simple dames
N'a jamais participé à un tableau final.

### En double dames
| Année | Open d'Australie                                                                      | Open d'Australie                                                                         | Internationaux de France                                                                         | Internationaux de France                                                                        | Wimbledon                                                                         | Wimbledon               | US Open                                                                          | US Open                   |
| ----- | ------------------------------------------------------------------------------------- | ---------------------------------------------------------------------------------------- | ------------------------------------------------------------------------------------------------ | ----------------------------------------------------------------------------------------------- | --------------------------------------------------------------------------------- | ----------------------- | -------------------------------------------------------------------------------- | ------------------------- |
| 2017  | —                                                                                     | —                                                                                        | —                                                                                                | —                                                                                               | 2e tour (1/16) L. Kerkhove                                                        | T. Babos A. Hlaváčková  | —                                                                                | —                         |
| 2018  | 2e tour (1/16) L. Kerkhove                                                            | Hsieh S.-w. Peng S.                                                                      | 1er tour (1/32) L. Kerkhove                                                                      | A. Pavlyuchenkova S. Stosur                                                                     | 1er tour (1/32) L. Kerkhove                                                       | P. Martić M. Rybáriková | 2e tour (1/16) L. Kerkhove                                                       | M. Linette A. Tomljanović |
| 2019  | 2e tour (1/16) S. Aoyama                                                              | K. Christian A. Muhammad                                                                 | 1er tour (1/32) S. Aoyama \|\| style="text-align:left;" \| Duan Y.-Y. Zheng S.                   | 1er tour (1/32) S. Sanders \|\| style="text-align:left;" \| V. Azarenka A. Barty                | 1er tour (1/32) K. Srebotnik \|\| style="text-align:left;" \| G. Dabrowski Xu Y.  |                         |                                                                                  |                           |
|       |                                                                                       |                                                                                          |                                                                                                  |                                                                                                 |                                                                                   |                         |                                                                                  |                           |
| 2021  | —                                                                                     | —                                                                                        | —                                                                                                | —                                                                                               | —                                                                                 | —                       | 1er tour (1/32) J. Lohoff \|\| style="text-align:left;" \| E. Hozumi A. Rosolska |                           |
| 2022  | 1er tour (1/32) K. Christian \|\| style="text-align:left;" \| P. Martić S. Rogers     | 2e tour (1/16) K. Christian \|\| style="text-align:left;" \| A. Rosolska E. Routliffe    | —                                                                                                | —                                                                                               | 2e tour (1/16) K. Christian \|\| style="text-align:left;" \| S. Aoyama Chan H.-c. |                         |                                                                                  |                           |
| 2023  | 1er tour (1/32) H. Xinyun \|\| style="text-align:left;" \| T. Mihalíková A. Sasnovich | 1er tour (1/32) R. Masarova \|\| style="text-align:left;" \| V. Kudermetova L. Samsonova | 1/8 de finale I. Gamarra Martins \|\| style="text-align:left;" \| O. Kalashnikova I. Shymanovich | 1er tour (1/32) I. Gamarra Martins \|\| style="text-align:left;" \| B. Mattek-Sands A. Potapova |                                                                                   |                         |                                                                                  |                           |
| 2024  | 1er tour (1/32) K. Piter \|\| style="text-align:left;" \| S. Aoyama A. Krunić         | 1er tour (1/32) T. Korpatsch \|\| style="text-align:left;" \| A. Potapova Y. Sizikova    |                                                                                                  |                                                                                                 |                                                                                   |                         |                                                                                  |                           |

N.B. : le nom du ou de la partenaire se trouve sous le résultat ; le nom des ultimes adversaires se trouve à droite.

### En double mixte
| Année | Open d'Australie | Open d'Australie | Internationaux de France | Internationaux de France | Wimbledon                                                                                     | Wimbledon | US Open | US Open |
| ----- | ---------------- | ---------------- | ------------------------ | ------------------------ | --------------------------------------------------------------------------------------------- | --------- | ------- | ------- |
| 2018  | —                | —                | —                        | —                        | 1er tour (1/32) H. Podlipnik-Castillo \|\| style="text-align:left;" \| Zhang Shuai John Peers |           |         |         |

N.B. : le nom de la partenaire se trouve sous le résultat ; le nom des ultimes adversaires se trouve à droite.

## Parcours en Fed Cup
| #                                                                       | Date       | Lieu  | Surface    | Gagnante(s)                       | Perdante(s)                      | Score          |          |
|                                                                         |            |       |            |                                   |                                  |                |          |
| 2018 - 1/4 de finale (groupe mondial) - Biélorussie - Allemagne - 2 : 3 |            |       |            |                                   |                                  |                |          |
| 1                                                                       | 10/02/2018 | Minsk | Dur (int.) | Anna-Lena Grönefeld Tatjana Maria | Lidziya Marozava Aryna Sabalenka | 64-7, 7-5, 6-4 | Parcours |

## Classements WTA en fin de saison
| Année          | 2010 | 2011 | 2012 | 2013 | 2014 | 2015 | 2016 | 2017 | 2018 | 2019 | 2020 | 2021 | 2022 | 2023 | 2024 |
| Rang en simple | 1041 | 819  | 551  | 914  | 600  | 512  | 805  | 478  | –    | 1125 | 1174 | –    | –    | –    | –    |
| Rang en double | 529  | 429  | 335  | 302  | 249  | 114  | 102  | 69   | 41   | 91   | 91   | 77   | 66   | 62   | 322  |

Source : (en) Classements de Lidziya Marozava sur le site officiel de la Fédération internationale de tennis